# SpaceX AX-1
SpaceX AX-1 — пилотируемый космический полёт корабля Crew Dragon Endeavour на Международную космическую станцию, стартовавший 8 апреля 2022 года из Космического центра Кеннеди. Экипаж состоял из Майкла Лопеса-Алегрия (США) — профессионально подготовленного астронавта, нанятого Axiom Space; Эйтана Стиббе, гражданина Израиля; Ларри Коннора из США и Марка Пати из Канады.
Это был третий полёт корабля Endeavour (после миссий SpaceX DM-2 в 2020 и SpaceX Crew-2 в 2021 году) и седьмой пилотируемый полёт кораблей Dragon 2.

## Цель
Посещение Международной космической станции.

## История
5 марта 2020 года. Компания Axiom Space сообщила о подписании контракта с компанией SpaceX на туристический полет корабля Crew Dragon на Международную космическую станцию.
18 сентября 2020 года. В твиттере редактора журнала Aviation Week & Space Technology Ирен Клотц появилось сообщение о том, что по словам руководителя компании Axiom Space, бывший астронавт НАСА Майкл Лопес-Алегрия назначен командиром корабля Crew Dragon.
11 ноября 2020 года. Компания Axiom Space сообщила в своем твиттере о завершении процедуры подписания соглашения со всеми тремя космонавтами, названными «частными астронавтами».

## Экипаж
Экипаж состоял из 4 человек. Из них: Майкл Лопес-Алегрия — коммерческий астронавт, остальные три — частные астронавты, объявленная стоимость места для каждого из них составила 55 миллионов долларов США.
|                     | Должность         | № полёта | Организация |
| ------------------- | ----------------- | -------- | ----------- |
| Майкл Лопес-Алегрия | Командир, пилот   | 5        | Axiom Space |
| Ларри Коннор        | Второй пилот      | 1        | Axiom Space |
| Эйтан Стиббе        | Специалист полёта | 1        | Axiom Space |
| Марк Пати           | Специалист полёта | 1        | Axiom Space |
| Дублёры             |                   |          |             |
| Пегги Уитсон        | Командир          | 4        | Axiom Space |
| Джон Шоффнер        | Пилот             | 1        | Axiom Space |

## Миссия
Миссия стартовала в 11:17 по восточному времени 8 апреля 2022 года. Запуск осуществлен с помощью ракеты-носителя Falcon 9 Block 5 со стартового комплекса 39A Космического центра Кеннеди (LC-39A), принадлежащей NASA стартовой площадки, арендованной SpaceX для запусков Falcon 9. Миссия выполняется на борту Crew Dragon Endeavour, который ранее поддерживал миссии Crew Dragon Demo-2 и SpaceX Crew-2. Космический корабль провёл менее суток в пути до станции и состыковался с модулем «Гармония». Он должен был провести на борту МКС 11 суток, но в результате задержки из-за ветреной погоды в месте посадки провёл более 15, и вернулся на Землю 25 апреля, приводнившись в Атлантическом океане, около Флориды.
На борту МКС частный экипаж провёл более 25 различных исследовательских экспериментов.
Сегмент израильской миссии называется «Ракия», что на иврите означает «небо», а также является названием книги, опубликованной с фрагментами дневника Илана Рамона, которые пережили катастрофу космического челнока «Колумбия» в 2003 году.

## Расстыковка и посадка
Планировалось провести отстыковку 19 апреля 2022 года в 14:35 UTC и посадку 20 апреля в 11:19 UTC, но из-за неблагоприятных погодных условий в местах посадки, возвращение корабля было отложено сперва на 12 часов, а позднее на неопределённое время. 20 апреля определены новые даты для отстыковки — 0:35 UTC, и посадки — 17:46 UTC 24 апреля.
23 апреля объявлено об очередном переносе: отстыковка запланирована на 0:55 UTC и посадка на 17:00 UTC 25 апреля 2022 года.
Расстыковка от МКС произошла 25 апреля 2022 в 01:10 UTC.
Приводнение спускаемой капсулы произошло 25 апреля 2022 года в 17:07 UTC и транслировалось в реальном времени, равно как и отстыковка корабля от станции.